# Université de La Rochelle

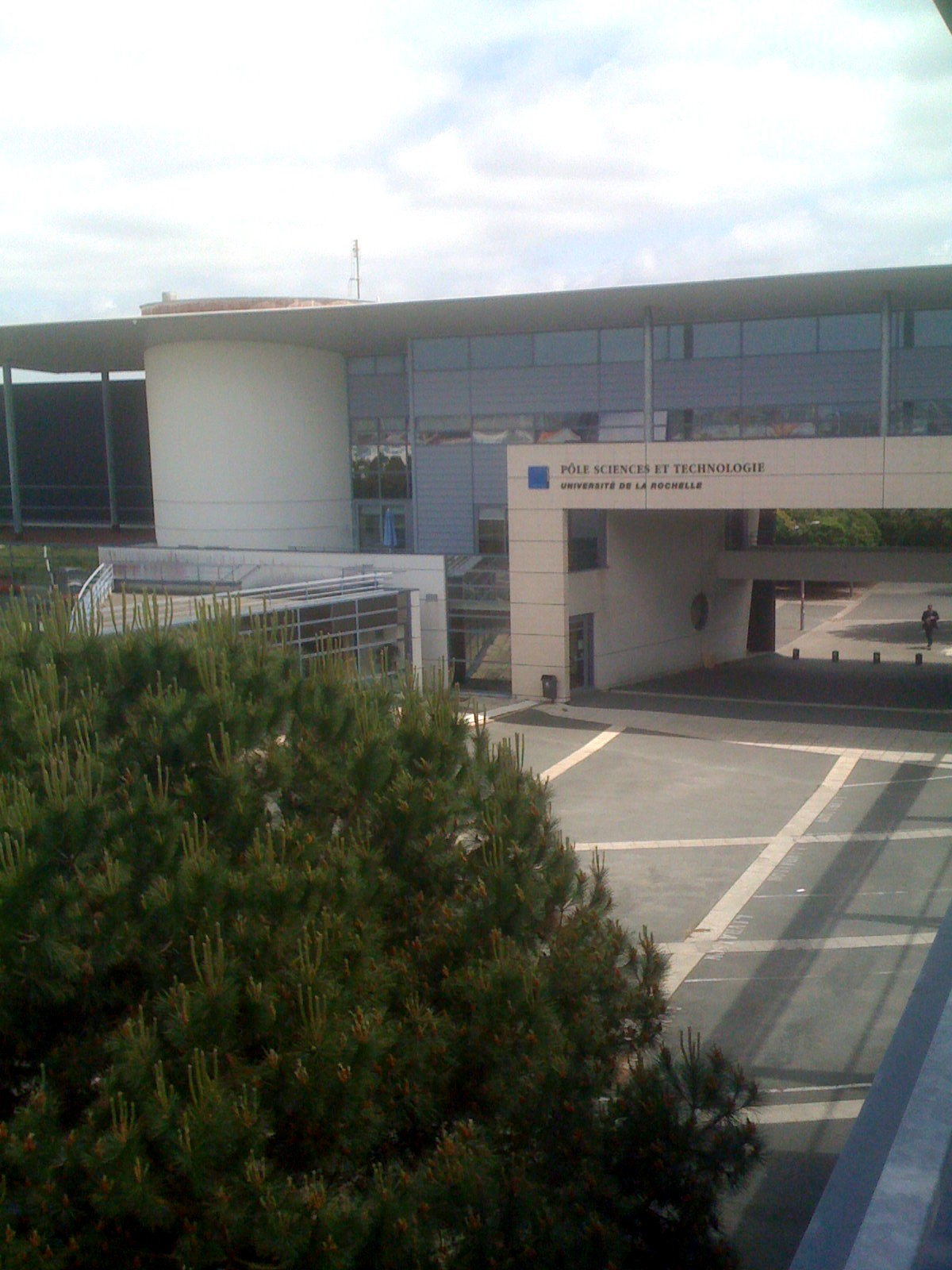
Site Sciences et Technologies

L’université de La Rochelle est une université française publique pluridisciplinaire de 8 691 étudiants. Fondée en 1993 dans le cadre des universités nouvelles, son campus est située dans le quartier des Minimes à La Rochelle, en Charente-Maritime. Second pôle universitaire de l'académie de Poitiers, elle a accédé aux « compétences élargies » (applications de la LRU) en janvier 2009.
L'université est spécialisée sur le Littoral Urbain Durable Intelligent[réf. nécessaire]. Elle est également pilote de l'Université européenne EU-CONEXUS également spécialisée sur la thématique du Littoral Urbain Durable Intelligent.

## Historique

### Création
Les enseignements universitaires à La Rochelle ont démarré avec l'ouverture d'un Institut universitaire de technologie en 1968. En 1974, le conseil général décide d'ouvrir une faculté de droit autonome. Finalement, à la demande des élus locaux, l'université de Poitiers crée à La Rochelle une antenne de sa faculté de droit qui forme pendant une vingtaine d'années environ 300 étudiants au premier cycle d'études juridiques.
Dans les années 1980, la ville commence une politique de développement d’infrastructures de formations et au début des années 1990, le lancement du plan Université 2000 fournit l'opportunité à La Rochelle de devenir une ville universitaire. En novembre 1990 est publié un schéma régional d’aménagement et de développement des formations supérieures qui conclut sur la nécessité de créer une seconde université en Poitou-Charentes ; une proposition jugée favorable par le Comité interministériel d’aménagement du territoire en 1991. Le 12 janvier 1992, une équipe est missionnée par le ministère de l’Éducation nationale pour la création de l'université de La Rochelle.
La première pierre de l'université est posée symboliquement le 22 mai 1992 par François Mitterrand, Helmut Kohl, Michel Crépeau, François Blaizot et Jean-Pierre Raffarin. Le décret de création de l'université est promulgué le 20 janvier 1993.

### Développement
La construction devait être progressive, mais la très forte demande des élus locaux, et notamment du maire, du président de la communauté de communes, et du président du conseil général, ont accéléré la décision afin de prendre en compte la forte augmentation du nombre de bacheliers et de supprimer la dissymétrie universitaire en Poitou-Charentes. Excentrée au Nord-Est de la région, Poitiers comptait en effet plus de 25 000 étudiants pour 82 000 habitants en 1990 et la pression des étudiants charentais sur l'université de Bordeaux était telle que le recteur dut limiter les inscriptions.
La nouvelle université n'a pas pour but affiché de se substituer aux antennes voisines existantes à Niort, Angoulême ou à La Roche-sur-Yon, ni de désengorger Poitiers, et fonctionne donc comme une université de proximité. L'ouverture de l'université est mal vue par l'université de Poitiers, dont le conseil d'administration s'était prononcé contre la création d'un établissement concurrent en octobre 1990.
Le 25 juin 1993, Yves Pimont est nommé administrateur provisoire de l'université par arrêté. L'université est placée sous statut dérogatoire à la loi de 1984. Au mois d'octobre 1993, l'université accueille ses premiers étudiants et comprend l'IUT et l'antenne de droit préexistants et enseigne un DEUG scientifique. Cette même année, l'université est définie comme un établissement d'enseignement supérieur pluridisciplinaire plutôt que comme une université thématique.
La mise en place des statuts définitifs et des conseils statutaires intervient au début de l'année 1998 et l'université obtient le statut de droit commun à la rentrée suivante. En mai 1998, le premier président de l’université est élu, Christian Eskenazi.
En mai 2003, Michel Pouyllau devient le second président de l'université. Gérard Blanchard, écologue de formation et professeur à l'ULR depuis 1998 lui succède le 21 avril 2008.
En janvier 2008, un rapport de l'Agence d'évaluation de la recherche et de l'enseignement supérieur (AERES) relève l'existence de filières professionnelles adaptées mais note une absence de politique budgétaire et des techniques comptables hasardeuses.
Le 1er janvier 2009, l'université de La Rochelle fait partie des vingt premières universités rendues autonomes par la loi relative aux libertés et responsabilités des universités. La même année, l’université se joint à d’autres établissements d’enseignement supérieur et de recherche du Limousin et de Poitou-Charentes pour créer le PRES Limousin Poitou-Charentes et Gérard Blanchard est élu président du PRES en septembre.
L'université de La Rochelle devient membre de la Communauté d'universités et établissements d'Aquitaine en octobre 2017,.

### Historique des présidents
Le président actuel est Gérard Blanchard qui succède à Jean-Marc Ogier qui avait été élu le 25 avril 2016. Jean-Marc Ogier avait lui même déjà succédé à Gérard Blanchard, président qui avait été élu le 21 avril 2008 et était le 3e président de l’université depuis 1998. Entre le premier mandat de ces deux présidents, Mathias Tranchant a été administrateur provisoire durant trois mois (entre le 16 février et le 25 avril 2016). Yves Pimont a été nommé par arrêté en qualité d’administrateur provisoire de l'université de La Rochelle de 1993 à mai 1998.
| Identité                                    | Période         | Période       | Durée                    |
| Identité                                    | Début           | Fin           | Durée                    |
| ------------------------------------------- | --------------- | ------------- | ------------------------ |
| Par intérim : Yves Pimont (d) (1938 - 2005) | 1993            | mai 1998      | 5 ans                    |
| Christian Eskenazi (d) (né en 1944)         | 1998            | 2003          | 5 ans                    |
| Michel Pouyllau (d) (né en 1944)            | 2003            | 2008          | 5 ans                    |
| Gérard Blanchard (d) (né en 1962)           | 21 avril 2008   | 2016          | 8 ans                    |
| Mathias Tranchant (d) (né en 1969)          | 16 février 2016 | 25 avril 2016 | 2 mois et 9 jours        |
| Jean-Marc Ogier (d) (né en 1967)            | 25 avril 2016   | En cours      | 9 ans, 3 mois et 6 jours |
| Gérard Blanchard (d) (né en 1962)           |                 |               |                          |

## Composantes

### Organisation de la formation et de la recherche
L’université est structurée en quatre composantes :
- L’Institut Littoral Durable Urbain Intelligent (LUDI) qui rassemble toute la recherche et les formations de niveau master et doctorat (hormis celle relevant de la Faculté de Droit, de Science Politique et de Management).
- Le Pôle Licences Collegium regroupe l’ensemble des départements disciplinaires et réunit les licences générales et une partie des licences professionnelles.
- Faculté de Droit, de science politique et de management qui regroupe les masters de droit et de gestion de l’IAE.
- L’Institut Universitaire de Technologie (IUT) qui délivre les bachelor universitaires de technologie (B.U.T.) et une partie des licences professionnelles.
- La rochelle universitaire participe au projet smart campus pour réduire la consommation et les rejet de CO2 dont le site site en fait partie

### École doctorale
L'université de La Rochelle dispose d'une école doctorale pluridisciplinaire qui couvre les disciplines scientifiques de l'ensemble des unités de recherche de l'université. Cette école doctorale regroupe les missions qui étaient précédemment conférée aux 6 écoles doctorales.

### Service commun de la documentation
Adjacent à la médiathèque Michel-Crépeau, le service commun de la documentation gère la politique documentaire de l'université. Créée en 1993, la bibliothèque universitaire met à disposition du public une documentation pluridisciplinaire pour l’enseignement et la recherche en droit, gestion, sciences humaines et sociales, histoire, géographie, lettres, langues, sciences et techniques. Le bâtiment de 6 200 m² dispose de 950 places de travail et regroupe 100 000 livres imprimés, 2 000 livres numériques, 1 000 documents audiovisuels, 1 100 revues sur support papier, 16 000 revues électroniques et 30 bases de données.

## Formation et recherche

### Enseignement
En 2022, l'université propose 5 BUT, 13 licences générales dont 2 doubles licences, 19 licences professionnelles, 35 parcours de master , 16 diplômes universitaires, 1 diplôme d'accès aux études universitaire (DAEU). elle prépare également aux concours de l'administration (métiers de la justice et de l'administration) et aux diplômes nationaux en français langue étrangère.
L'université s'articule autour de quatre domaine de formation, qui se déclinent ensuite en mentions puis en spécialités. :
- Arts, lettres, langues
- Droit, économie, gestion
- Sciences humaines et sociales
- Sciences, technologies, santé

### Relations internationales
Environ 200 étudiants partent étudier à l'étranger chaque année, dont les deux tiers à l'extérieur de l'Europe et notamment en Asie du Sud-Est, tandis qu'environ 120 étrangers viennent étudier à l'université. Parmi les doctorants, 20 % sont étrangers et viennent pour la moitié d'Afrique et le reste d'Europe et d'Asie[réf. souhaitée].
Au niveau des enseignants, la mobilité est faible et ne concerne que 5 à 6 enseignants par an qui se déplacent en Europe. Une quinzaine d'enseignants étrangers sont invités annuellement, dont la plupart sont originaires de l'Asie-Pacifique[réf. souhaitée].

### Recherche
Depuis les années 2000, l'Université de La Rochelle porte essentiellement ses recherches sur les problématiques de l’environnement littoral,. Les activités de recherche de l'université sont particulièrement reconnues dans le domaine de l'environnement et du développement durable, ainsi que dans celui de l'informatique et des mathématiques.
Elle intègre dix laboratoires de recherche et six écoles doctorales, ainsi qu'une filiale consacrée à valoriser ses activités de recherche (ULR Valor SAS).
Trois fédérations de recherche travaillent au sein de l'université.
- La Fédération de recherche en environnement pour le développement durable (FREDD)
- La Fédération mathématiques & leurs interactions, images & information numérique, réseaux et sécurité (MIRES)
- L'Institut de recherche en sciences et techniques de la ville (IRSTV)

La Rochelle souhaite devenir une référence dans le domaine de l'environnement littoral et a déposé sa candidature en novembre 2010 pour le titre de laboratoire d'excellence (Labex) sur le thème des risques environnementaux en zone littorale, aux côtés de deux laboratoires des universités de Poitiers et Limoges et l'unité CNRS de Chizé.

## Implantations
Installée dans le quartier des Minimes, à proximité du port de plaisance des Minimes et du Vieux-Port de La Rochelle, l'université est répartie sur quatre sites principaux : le site droit, science politique et management (faculté de droit et IAE), le site lettres, langues, arts et sciences humaines (LASH), le site sciences et technologies, et l'IUT.
Le site sciences et technologie est constitué de sept départements (mathématiques, physique, chimie, biologie, sciences de la terre, informatique, biotechnologies) et deux IUP (génie informatique et génie civil) lui sont rattachés. Plusieurs laboratoires dépendent de ce pôle : laboratoire de mathématiques, laboratoire d'études des phénomènes de transferts appliqués aux bâtiments, laboratoire d'études des matériaux en milieux agressifs (UPRES), laboratoire de génie protéique et cellulaire, laboratoire de biologie et biochimie marine, laboratoire d'études physiques et chimiques appliquées à la terre, laboratoire d'informatique et d'imagerie industrielles, laboratoire de maîtrise des technologies agro-industrielles, laboratoire de synthèse et d'études de substances naturelles à activités biologiques.
Le site lettres, langues, arts et sciences humaines (LASH) possède trois filières (sciences humaines et sociales, langues étrangères appliquées, langues de spécialité).
Le site droit, science politique et management ne possède pas d'organisation interne particulière, et un Centre d'études judiciaires, ainsi que l'Institut d'analyses juridiques, économiques et sociales (IAJES)  et un IUP (Commerce et vente) lui sont rattachés.
Créé en 1968, l'IUT possède cinq départements (techniques de commercialisation, réseaux et télécommunications, informatique, génie civil, biologie appliquée) et abrite deux des laboratoires du pôle Sciences et technologie.

## Vie étudiante

### Sociologie
Les étudiants de l'université sont essentiellement originaires de l'ancienne région Poitou-Charentes (66 %), ainsi que des départements limitrophes de la Gironde et de la Vendée. Ils sont à 42 % boursiers.
74 % des étudiants sont en premier cycle (licence et DUT), 24 % sont en deuxième cycle (master), et 2 % sont doctorants. Les étudiants sont répartis dans les domaines sciences et technologie (42 %), lettres, langues, arts et sciences humaines (27 %), droit et gestion (31 %).

### Évolution démographique
Évolution démographique de la population universitaire 

| 1993  | 1994  | 1995  | 1996  | 2000  | 2001  | 2002  | 2003  |
| ----- | ----- | ----- | ----- | ----- | ----- | ----- | ----- |
| 2 498 | 3 534 | 4 273 | 4 345 | 6 243 | 6 485 | 6 684 | 6 779 |

| 2004  | 2005  | 2006  | 2007  | 2008  | 2009  | 2010  | 2011  |
| ----- | ----- | ----- | ----- | ----- | ----- | ----- | ----- |
| 6 600 | 6 514 | 6 444 | 6 251 | 6 700 | 7 162 | 7 367 | 7 528 |

| 2012  | 2013  | 2014  | 2015  | 2016  | 2017  | 2018  | 2019  |
| ----- | ----- | ----- | ----- | ----- | ----- | ----- | ----- |
| 7 344 | 7 331 | 7 382 | 7 875 | 8 193 | 8 373 | 8 294 | 8 432 |

| 2020  | 2021  | 2022  | - | - | - | - | - |
| ----- | ----- | ----- | - | - | - | - | - |
| 8 327 | 8 330 | 7 832 | - | - | - | - | - |

### Logement
L'augmentation constante du nombre d'étudiants dans un marché immobilier déjà tendu a pour conséquence une crise du logement sans précédent pour les étudiants. Dans certains cas, les étudiants doivent recourir à des services d'urgence, tels le 115 pour se loger,,.

## Sources